# Вест-Бэй
Вест-Бэй (англ. West Bay) — населенный пункт в графстве Дорсет, Англия, Великобритания. Расположен на территории Юрского побережья. Известен тем, что здесь проходили съемки сериала «Убийство на пляже».

## География
Вест-Бэй расположен в устье реки Брит на берегу пролива Ла-Манш. Севернее (на расстоянии 2,4 км) находится город Бридпорт.

## История
В 1744 году на этом месте была построена гавань города Бридпорт. В 1819 году гавань была соединена с городом новой дорогой. В первой половине XIX века вокруг гавани было построено поселение, названное Гавань Бридпорта (Bridport Harbour). В 1884 году была построена железная дорога до Бридпорта. Для популяризации туризма поселение было переименовано в Вест-Бэй. В 1930 году было остановлено пассажирское движение по железной дороге, в 1962 году железная дорога была закрыта полностью.

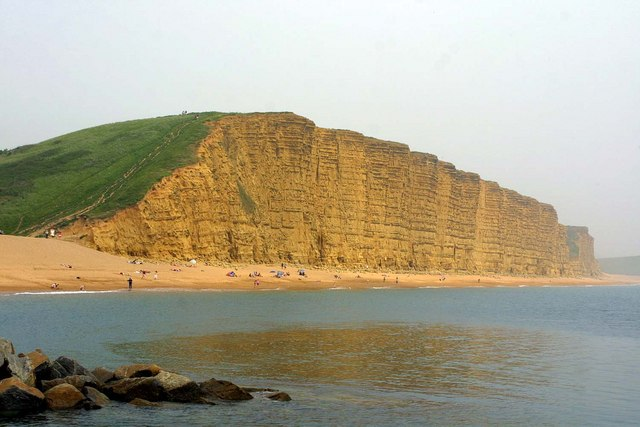
Восточный клиф и пляж

## Экономика
Основу экономики составляет туризм и рыболовство. На восточном клифе находится гольф-клуб.